# Neuville-sous-Montreuil
Neuville-sous-Montreuil è un comune francese di 690 abitanti situato nel dipartimento del Passo di Calais nella regione dell'Alta Francia.

## Monumenti e luoghi d'interesse

### Architetture religiose
- Certosa di Notre-Dame-des-Prés[2][3]

## Società

### Evoluzione demografica
Abitanti censiti